# Entierro natural
El entierro natural es el entierro de una persona muerta en la tierra, de una manera en que no inhibe descomposición pero deja que el cuerpo sea reciclado naturalmente. Es un método de entierro alternativo a otros contemporáneos occidentales y costumbres funerarias.

## Motivación

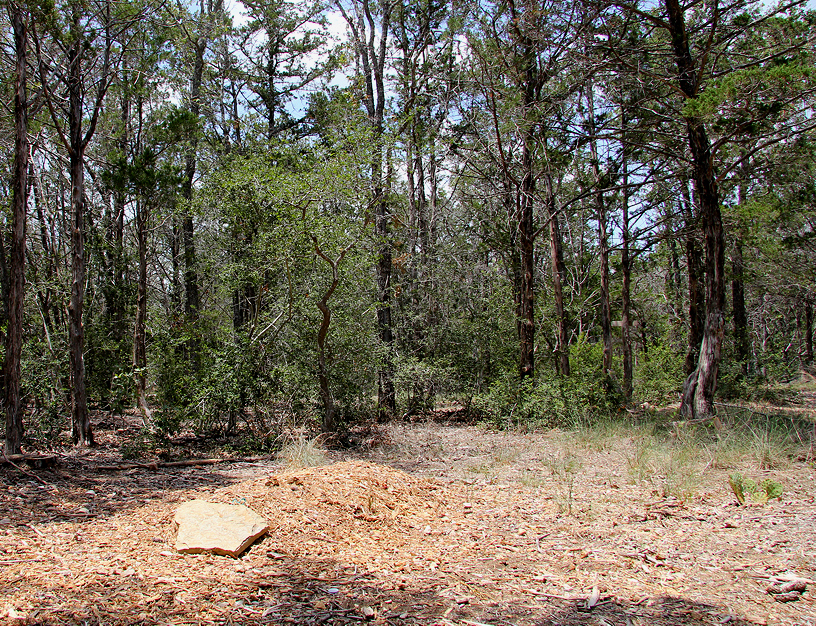
Una tumba de entierro natural. El paisaje existente se modifica lo menos posible y solo se permiten marcadores de piedra.

El cuerpo es preparado sin conservantes químicos o desinfectantes como líquido para embalsamar, ya que estos destruyen los microbios que decomponen el cadáver, para no contaminar el suelo. Pueden usarse materiales biodegradables como un féretro o sudario, pero nunca una bóveda de entierro que impida el contacto del cuerpo con la tierra. La tumba debe ser poco profunda para permitir que actúe la actividad microbiana, de forma similar a la composta. Los entierros naturales pueden tener lugar en propiedad privada (sujeto a leyes) y en cualquier cementerio que permita la técnica.
La finalidad es impedir el daño medioambiental hecho por técnicas convencionales, pero algunos van un paso más allá y buscan restaurar el hábitat nativo y así salvar a especies en peligro de extinción. Estas técnicas mucho más humanitarias se denominan "entierros de conservación."  Además, otros han propuesto borrar todo rastro humano en el área y dejarla para la permacultura en perpetuidad.
La primera regulación oficial del entierro natural se hizo en los Estados Unidos, pero han sido utilizadas anteriormente en el Reino Unido y la práctica coincide con la utilizada en la antigüedad por casi todas las culturas.

## Ventajas sobre el entierro convencional
Cada año, 22.500 cementerios estadounidenses entierran aproximadamente:
- 70.000 m³ de féretros de madera dura.
- 90.272 toneladas de féretros de acero.
- 14.000 toneladas de bóvedas de acero.
- 2.700 toneladas de féretros de cobre y bronce.
- 1.636.000 toneladas de bóvedas de hormigón armado.
- 3.130 m³ de líquido para embalsamar, el cual normalmente incluye formaldehído.[3]

El formaldehído utilizado para embalsamar desintegra la madera, las sustancias químicas son liberadas a la tierra y el suelo se hace inerte. Además, la exposición de los trabajadores mortuorios al químico es cancerígena.
Los féretros están hechos de una variedad de materiales, la mayoría de ellos no biodegradables (el 85% son de acero estampado y madera sólida) y el pegamento requerido para adherir los detalles metálicos contienen formaldehído. Ambos componentes producen contaminación directa en la  tierra, que la hace infértil.
Por su naturaleza, este tipo de entierro es la práctica funeraria más económica de todas: no supone comprar un féretro, pagar un canon al cementerio o acercarse a los gastos de una cremación.
Debido a la altísima contaminación de los cementerios comunes y sobre todo al espacio terrestre que requieren, la tendencia actual para el futuro son los «cementerios naturales»: sitios donde exclusivamente los difuntos descansan por entierro natural.

## Lápidas
Siguiendo la filosofía del entierro natural, como lápidas se emplean una variedad de métodos no contaminantes, pero actualmente se está popularizando grabar las coordenadas en GPS y no utilizar marcadores físicos. Antes utilizaban madera o piedras y aun es usual plantar un árbol colorido para simbolizar un monumento viviente.

## Prácticas alternativas
En el mundo existen otros métodos que difieren según la cultura, pero buscan el mismo objetivo: armonía con la naturaleza.

### Entierro en el cielo
En el Tíbet y Mongolia los familiares llevan los restos del difunto a una montaña: seccionan los mismos y se dejan al aire libre para servir de alimento a los buitres. El entierro celestial es una práctica sagrada del budismo.

### Entierro en el mar
El entierro en el mar solo es bueno si hace con el cadáver en un sudario u otra tela liviana (como una bandera) y sin formaldehído u otros químicos, lo que le permite ser consumido por animales.

## Sitios famosos
El entierro natural ha sido practicado por miles de años, seguramente fue la primera y una fosa común siempre emplea esta práctica. La invención de las criptas, los sarcófagos y sepulcros es posterior, los mausoleos es moderno y todos.
En el siglo XIX Francis Seymour Haden, mediante un panfleto, «popularizó» nuevamente el entierro natural en Reino Unido (hoy está permitido en todo el país) y desde allí se expandió por el mundo, principalmente en aquellos países con influencia anglosajona. El folleto explicaba como las prácticas funerarias actuales: mitigan el proceso de descomposición y un cadáver en putrefacción contamina el aire y la tierra.

### Reino Unido
Aquí se emplean bosques con tupidos árboles coloridos, la práctica aumentó masivamente desde 1993 y se calcula que existen más de 300 «cementerios naturales» .

### Australia
Hay un número grande de cementerios naturales en Australia, pero el más destacado es el Parque conmemorativo del lago Macquarie en la ciudad homónima, el cual está dentro de una reserva natural.

### Estados Unidos
En California existen dos famosos cementerios naturales: el cementerio Purissima de Half Moon Bay y el cementerio Fernwood; que tiene 130.000 m², prohíbe las lápidas y se localiza en Mill Valley.
Debido al videojuego Silent Hill, el cementerio Joshua Small de Maine (estado donde se ubica el ficticio pueblo) tiene fama mundial. Es un terreno de 150 acres cercano a un lago, rodeado por senderos rocosos y cubierto de extensos árboles, cuyos entierros naturales más antiguos datan de 1800 y que aparece en Silent Hill 2 (2001).

## En la religión
La ley judía prohíbe embalsamar el cuerpo y lo considera una profanación. Simplemente el difunto es lavado, envuelto en lino o muselina y colocado en un féretro de madera que no debe tener metal. Normalmente tiene agujeros en el fondo para apresurar la descomposición de los restos. Las bóvedas de entierro no son utilizadas (salvo que sea exigencia del cementerio) y en Israel los judíos son enterrados sin féretro: solo envueltos.
La ley islámica instruye que el cadáver debe ser lavado y enterrado solo envuelto en tela blanca, para preservar la dignidad.

## Cultura popular
En las grutas vaticanas (lugar donde los papas tienen sepultura), Pablo VI es el único que fue enterrado en tierra natural: según lo dispuso en su testamento.
La serie de HBO Seis pies bajo tierra, presentó el entierro natural en su última temporada (2005).
En la serie Prison Break, segunda temporada (2006), el padre de Michael Scofield tiene un entierro natural.
El documental Un Will para el Bosque (2014), explora el entierro natural a través de la última voluntad de un hombre enfermo en Carolina del Norte.